# Чідамбарам
Чідамбарам — місто в індійському штаті Тамілнаду, одне з найбільш сакральних місць країни, що його постійно відвідують паломники. Є старовинним храмовим містом, розташованим за 240 км від Ченнаї.

## Історія
«Чітамбарам» означає «Місто бога космічного танцю». Перша згадка про місто датована VI століттям до н. е., але як стверджують міфи, збудоване воно було ще раніше на честь бога Шиви, який танцює свій космічний танок.
У XVIII столітті Чідамбарам був узятий кіннотою майсурського раджі Гайдара Алі. Тоді дікшитари (особливий клас брахманів) зібрали свої скарби, богів і сховались у лісі. Згодом громада розійшлась різними місцями, а до Чідамбарама повернулись лише 400 родин. Всі, хто не повернувся, втратили право бути жерцями та називатись дікшитарами.

## Храм Шиви-Натараджі

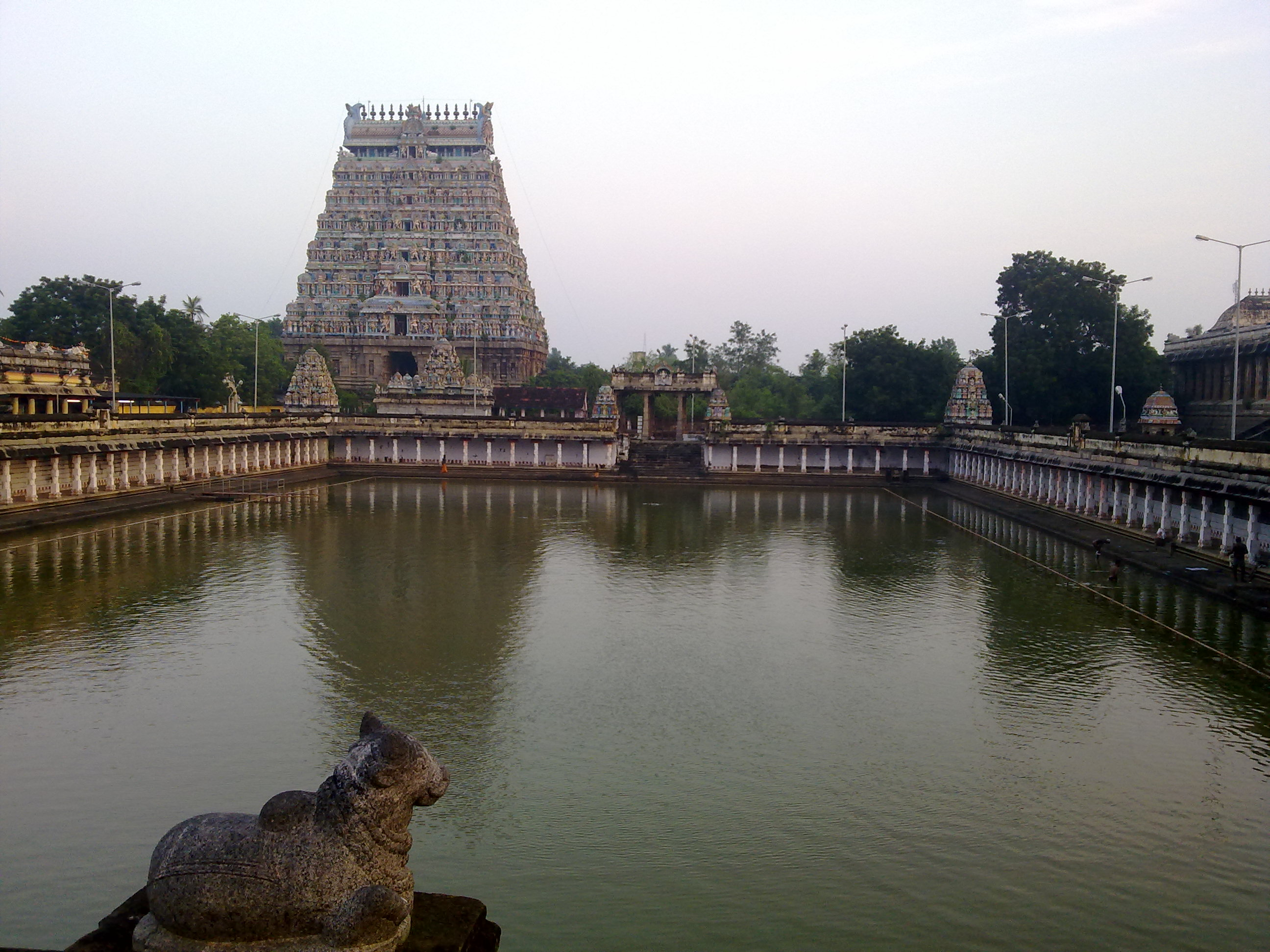
Храм Шиви-Натараджі

Центром Чідамбарами є храм, який було зведено у давнину. З ним пов'язані імена таких популярних у Південній Індії святих, як Маніккавашакар і Тірумулар.
Дах храму підтримують 64 дерев'яні балки, вона складається з 21600 черепиць. Дерев'яні балки символізують 64 види мистецтва. Кількість черепиць означає число подихів людини за одну добу — від світання до світання.

## Сучасність
Нині місто має багато готелів, працює кінотеатр, банки та комерційні організації, кав'ярні та ресторани.
Також у місті функціонує Аннамалайський університет — один з найбільших у Південній Індії. Виш має якісно обладнані лабораторії, сучасні будівлі студентських гуртожитків, бібліотеку, стадіон та просторі аудиторії для занять.

## Примтіки
1. ↑  Архівована копія. Архів оригіналу за 16 червня 2004. Процитовано 16 червня 2004.{{cite web}}:  Обслуговування CS1: Сторінки з текстом «archived copy» як значення параметру title (посилання)